# Beta Circini
Beta Circini (β Circini, β Cir) è una stella nella costellazione del Compasso di magnitudine apparente +4,07 distante 95 anni luce dal sistema solare.
Si tratta di una stella bianca di sequenza principale, con una massa paragonabile a quella di Sirio o Vega, e possiede un disco circumstellare attorno ad essa. La temperatura del disco è stata stimata in circa 170 K.
Come le altre stelle di questa piccola costellazione, è visibile prevalentemente dall'emisfero australe della Terra, dove anche a latitudini temperate diventa circumpolare. Nell'emisfero boreale è visibile solo dalle latitudini tropicali e più a sud. Il periodo migliore per l'osservazione cade nei mesi che vanno da marzo a giugno.

## Nana bruna
Il 30 ottobre 2015 è stato scoperta una nana bruna, β Circini b che ruota intorno alla stella a 6656 UA e di massa pari a 56 masse gioviane.